# Cracticus
Cracticus – rodzaj ptaków z podrodziny srokaczy (Cracticinae) w obrębie rodziny ostrolotów (Artamidae).

## Występowanie
Rodzaj obejmuje gatunki występujące w Australii (włącznie z Tasmanią), na Nowej Gwinei i sąsiednich wyspach, w tym Luizjadach.

## Morfologia
Długość ciała 25–35 cm; masa ciała 68–155 g.

## Systematyka
Rodzaj zdefiniował w 1816 roku francuski przyrodnik Louis Jean Pierre Vieillot w publikacji swojego autorstwa Analyse d’une nouvelle ornithologie élémentaire. Jako gatunek typowy Vieillot wyznaczył srokacza kapturowego (C. cassicus).

### Etymologia
- Cracticus (Craticus): gr. κρακτικος kraktikos „głośny, hałaśliwy”[8].
- Vanga: malgaska nazwa Vanga dla wangi hakodziobej[9]. Typ nomenklatoryczny: Barita destructor Temminck, 1824 (= Lanius torquatus Latham, 1801).
- Bulestes: gr. βου- bou- „wielki”, od βους bous „wół”; λῃστης lēistēs „złodziej”, od λῃστευω lēisteuō „kraść”[10]. Typ nomenklatoryczny: Lanius torquatus Latham, 1801.

### Podział systematyczny
Do rodzaju należą następujące gatunki:
- Cracticus nigrogularis (Gould, 1837) – srokacz czarnogardły
- Cracticus cassicus (Boddaert, 1783) – srokacz kapturowy
- Cracticus louisiadensis Tristram, 1889 – srokacz białorzytny
- Cracticus mentalis Salvadori & D’Albertis, 1876 – srokacz czarnogrzbiety
- Cracticus torquatus (Latham, 1801) – srokacz szary
- Cracticus argenteus Gould, 1841 – srokacz jasnogrzbiety